# Carl Gustaf Bernhard
Carl Gustaf Bernhard, född 28 april 1910 i Jakobs församling, död 13 januari 2001 i Lidingö församling, var en svensk läkare och neurofysiolog.
Carl Gustaf Bernhard var son till arkitekten Edward Bernhard (1874–1954) och led i sin ungdom av tuberkulos. Efter några års vård på sanatorium i Småland tillfrisknade han dock och började studera till läkare.
Bernhard disputerade 1940 på en doktorsavhandling om synsinnets neurofysiologi och var professor i fysiologi vid Karolinska institutet 1948–1972.
Bernhard blev 1968 ledamot av Kungliga Vetenskapsakademien och var akademiens preses 1971–1972 samt dess ständige sekreterare åren 1973–1980. Han invaldes 1972 som ledamot av Kungliga Ingenjörsvetenskapsakademien. Han var även ledamot i Nobelstiftelsen.
Bernhard ägnade ett särskilt intresse för en av sina föregångare på sekreterarposten, Jöns Jacob Berzelius. Han grundade Berzeliussällskapet och gav ut två böcker om Berzelius, Med Berzelius bland franska snillen och slocknade vulkaner (1985; översatt till engelska och franska 1989) och Berzelius Europaresenären – bland forskare, prostar och poeter (1993).
Carl Gustaf Bernhard var från 1937 gift med operasångerskan Gurli Lemon (1916–2011). Han var bror till Kerstin Bernhard. De är begravda på Lidingö kyrkogård.